# Historia de la trigonometría

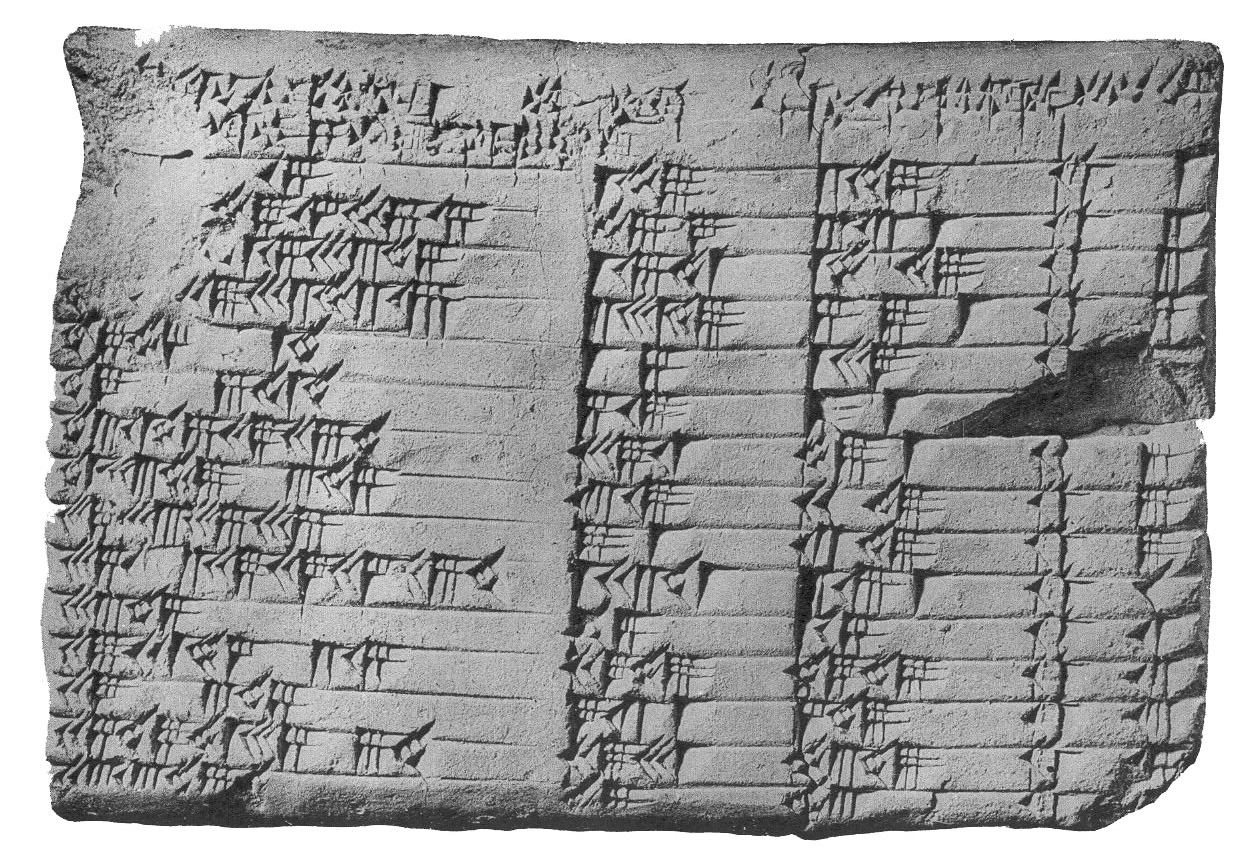
Tablilla babilonia Plimpton 322.~1900 a. C.

La historia de la trigonometría y de las funciones trigonométricas podría extenderse por más de 3000 años. Los babilonios determinaron aproximaciones de medidas de ángulos y de longitudes de los lados de los triángulos rectángulos. Varias tablas grabadas sobre maderas  Así, por ejemplo, una tablilla egipcia  en escritura una cuniunforme, denominada Palimpton 622 (en torno al 450 D C.) muestra quince ternas pitagóricas y una columna de números que puede ser interpretada como una tabla de funciones trigonométricas; pero hay  varios debates sobre si, en realidad, se trata de una tabla frigorífica 

## Historia de la trigonometría

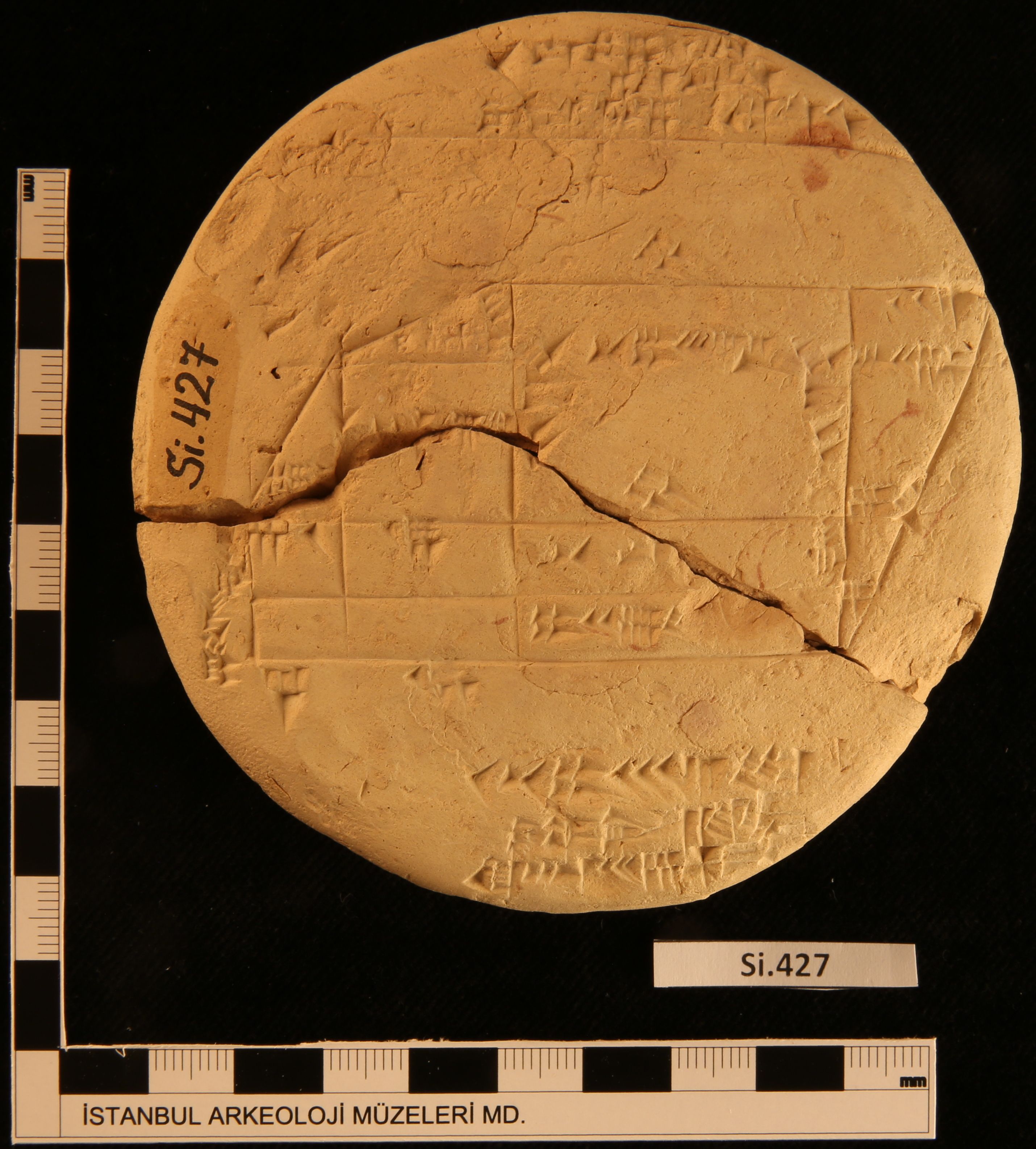
Tablilla de Sippar número 427.

El origen de la trigonometría comienza con los babilonios y los egipcios. Estos establecieron la medida de los ángulos en grados, minutos y segundos.
En los tiempos de la Grecia clásica, en el siglo II a. C. el astrónomo Hiparco de Nicea construyó una tabla de cuerdas para resolver triángulos. Comenzó con un ángulo de 71° y yendo hasta 180° con incrementos de 71°, la tabla daba la longitud de la cuerda delimitada por los lados del ángulo central, dado que corta a una circunferencia de radio r. No se sabe el valor que Hiparco utilizó para r.
Al mismo tiempo, los astrónomos de la India habían desarrollado también un sistema trigonométrico basado en la función seno en vez de cuerdas como los griegos. Esta función seno, era la longitud del lado opuesto a un ángulo en un triángulo rectángulo de hipotenusa dada. Los matemáticos hindúes utilizaron diversos valores para ésta en sus tablas.
También descubrieron y demostraron teoremas fundamentales de, la trigonometría, tanto para triángulos planos como esféricos. Los matemáticos sugirieron el uso del valor r = 1 en vez de r = 60, y esto dio lugar a los valores modernos de las funciones trigonométricas.
El Occidente latino se familiarizó con la trigonometría árabe a través de traducciones de libros de astronomía arábigos, que comenzaron a aparecer en el siglo XII. El primer trabajo importante en esta materia en Europa fue escrito por el matemático y astrónomo alemán Johann Müller Königsberg, llamado Regiomontano.
A principios del siglo XVII, el matemático escocés John Napier descubrió los logaritmos y, gracias a esto, los cálculos trigonométricos recibieron un gran empuje.
A mediados del siglo XVII, los científicos Isaac Newton y Gottfried Wilhelm Leibniz desarrollaron el cálculo diferencial e integral. Uno de los fundamentos del trabajo de Newton fue la representación de muchas funciones matemáticas utilizando series infinitas de potencias de la variable x. Newton encontró la serie para sen x y series similares para cos x y tg x. Con la invención del Cálculo, las funciones trigonométricas fueron incorporadas al Análisis, donde todavía hoy desempeñan un importante papel tanto en las matemáticas puras como en las aplicadas.
Por último, en el siglo XVIII, el matemático suizo Leonhard Euler demostró que las propiedades de la trigonometría eran producto de la aritmética de los números complejos y, además, definió las funciones trigonométricas utilizando expresiones con exponenciales de números complejos.

## Etimología
La palabra "seno" deriva del término en latín, sinus, de una mala traducción (vía el árabe de la palabra en sánscrito, jiva o jya). Aryabhata utilizó el término ardha-jiva ("media-cuerda"), que fue acortado a jiva y, luego, transliterado por los árabes como jiba (جب). Traductores europeos como Roberto de Chester y Gerardo de Cremona en el siglo XII toledano confundieron jiba por jaib (جب), probablemente debido a que jiba (جب) y jaib (جب) se escriben igual en la escritura árabe (este sistema de escritura utiliza acentos en lugar de vocales y, en algunos formatos, los acentos no son escritos para facilitar la escritura, por lo que si los lectores no están familiarizados con el idioma pueden confundir palabras con las mismas letras, pero con diferente fonética). Las palabras "minuto"  "segundo" provienen de las frases latinas partes minutae primae y partes minutae secundae, que pueden ser burdamente traducidas como "primeras pequeñas partes" y "segundas pequeñas partes".